# 메비우스 (담배)

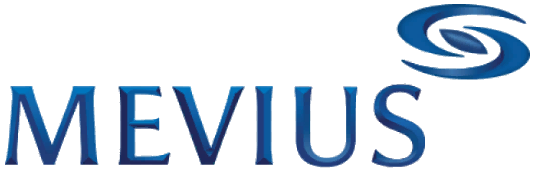
메비우스 로고

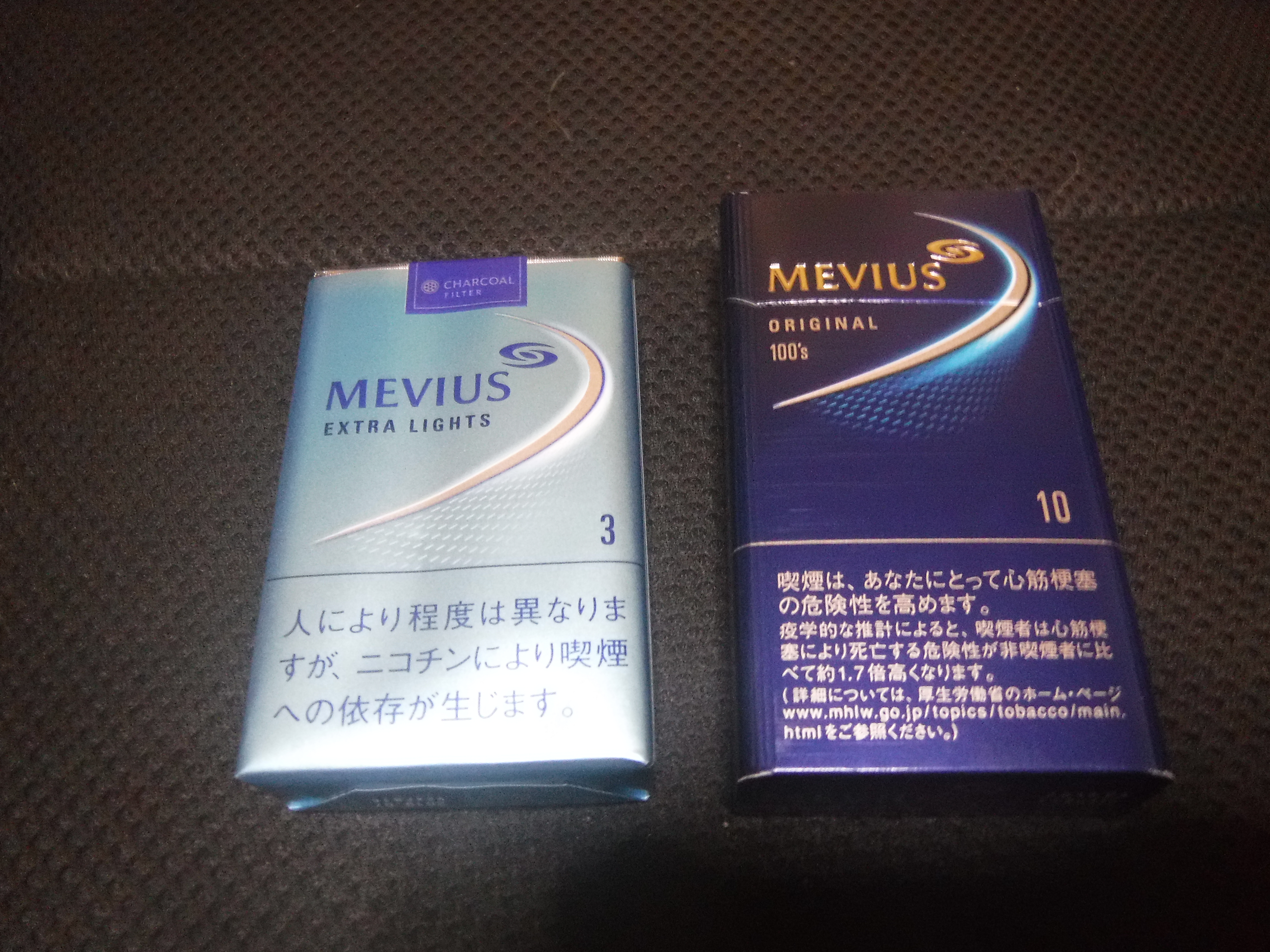
메비우스 담배의 모습

메비우스(영어: Mevius, 일본어: メビウス)는 1977년부터 일본담배산업(이하 Japan Tobacco)에서 생산하는 담배 상표이다. 메비우스는 세계에서 3번째로 많이 팔리는 담배 제품이다. 일본 등 동아시아 국가를 비롯한 유럽, 아메리카 등 전 세계 40여개 국에서도 판매되고 있다.  일본담배산업은 르노 F1팀의 스폰서로, 2006년까지 차량 외부에 메비우스의 광고를 부착하게 했으나 유럽 연합의 담배 광고 규제로 현재는 스폰서를 하고 있지 않다.  대한민국에서 판매되는 제품은 KT&G가 주문자 상표 부착 생산 방식으로 생산해 공급하고 있다.
1977년 발매 당시의 상표명은 마일드 세븐(영어: Mild Seven, 일본어: マイルドセブン 마이루도세븐[*])이었으나, 세계 보건 기구 담배 규제 기본 협약에 따라 담배 상표명에 흡연 욕구의 위험성을 높일 수 있는 '마일드', '라이트', '저타르' 등의 표현 사용이 금지되고 175개국 중 85개 국가가 해당 협약을 시행함에 따라 2013년 메비우스로 상표명을 변경하였다.
2010, 2011년 전 세계판매 1위에 이어 2012년 현재 메비우스는 유로모니터 기준 판매량 월드베스트 1위에 올랐으며 현재 많은 파생형이 만들어져 공급되고 있다.
일본내 판매용 메비우스 아쿠아 스플레쉬에는 일본 정부의 흡연 위험성을 경고하는 후생노동성의 홈페이지 주소가 표시되어있다. 폐암 및 각종 암 발생률이 비 흡연자에 비해 최고 4.5배에 달하고 뇌졸중을 비롯한 심뇌혈관 질환 발생률이 1.4배에서 1.7배까지 높아지는 것으로 역학 조사 됐다.

## 판매 제품
| 이름                     | 수량 | 출시 일자 (일본) | 판매 지역      | 비고 |
| ------------------------ | ---- | ---------------- | -------------- | ---- |
| 메비우스 오리지날        | 20   | 1977년 1월 1일   | 일본, 대한민국 |      |
| 메비우스 스카이블루      | 20   | 1985년 1월 1일   | 대한민국, 일본 |      |
| 메비우스 윈드블루        | 20   | 1989년 1월 1일   | 대한민국, 일본 |      |
| 메비우스 엑스트라 라이트 | 20   | 1998년 8월 3일   | 일본           |      |
| 메비우스 원              | 20   | 2003년 3월 3일   | 일본, 대한민국 |      |
| 메비우스 원 LSS          | 20   | 2007년 4월 18일  | 대한민국       |      |
| 메비우스 슈퍼 라이트 LSS | 20   | 2008년 6월 19일  | 대한민국       |      |
| 메비우스 원 LSS 멘솔     | 20   | 2010년 9월       | 대한민국       |      |
| 메비우스 라이트 멘솔     | 20   | 2011년 6월       | 대한민국       |      |
| 메비우스 식스            | 20   | 2012년 9월 27일  | 대한민국       |      |

## 같이 보기
- 일본담배산업
- 일본의 흡연